# Vidingsjö kyrka
Vidingsjö kyrka är en kyrkobyggnad i Linköpings Berga församling.

## Kyrkobyggnaden
Kyrkan är en så kallad vandringskyrka som uppfördes 1966 vid en utställning i Vadstena. Efter utställningen flyttades kyrkan till Berga i Linköping, där den stod fram till 1978 då den ersattes av en permanent kyrka. Flytten gick då vidare till Vidingsjö som är en annan del inom Berga församling. 20 oktober 1978 invigdes Vidingsjö kyrka av biskop Ragnar Askmark. Vid början av 1980-talet tillbyggdes ett vapenhus med entré under tak. År 2006 gjordes en tillbyggnad åt söder.
Väster om kyrkan står en klockstapel som är en öppen klockbockskonstruktion. I stapeln hänger en skeppsklocka. Den klockan rings manuellt med rep.

## Inventarier
- Dopfunten är tillverkad 1981 av Gotlandsbyggen AB.
- På korväggen bakom altaret hänger en ikon som är målad 1989 av Erland Forsberg

### Orgel
- Orgeln med nio stämmor är byggd 1972 av Walter Thür Orgelbyggen. Den är mekanisk.

| Huvudverk I C-g3 | Svällverk II C-g3 | Pedal C-f1 | Koppel |
| Rörflöjt 8’      | Gedackt 8’        | Subbas 16’ | I/P    |
| Principal 4’     | Spetsflöjt 4’     |            | II/P   |
| Flageolet 2’     | Principal 2’      |            | II/I   |
| Scharf 2 chor    | Nasat 1 1⁄3’      |            |        |
|                  | Tremulant         |            |        |
|                  | Crescendosvällare |            |        |

## Bildgalleri

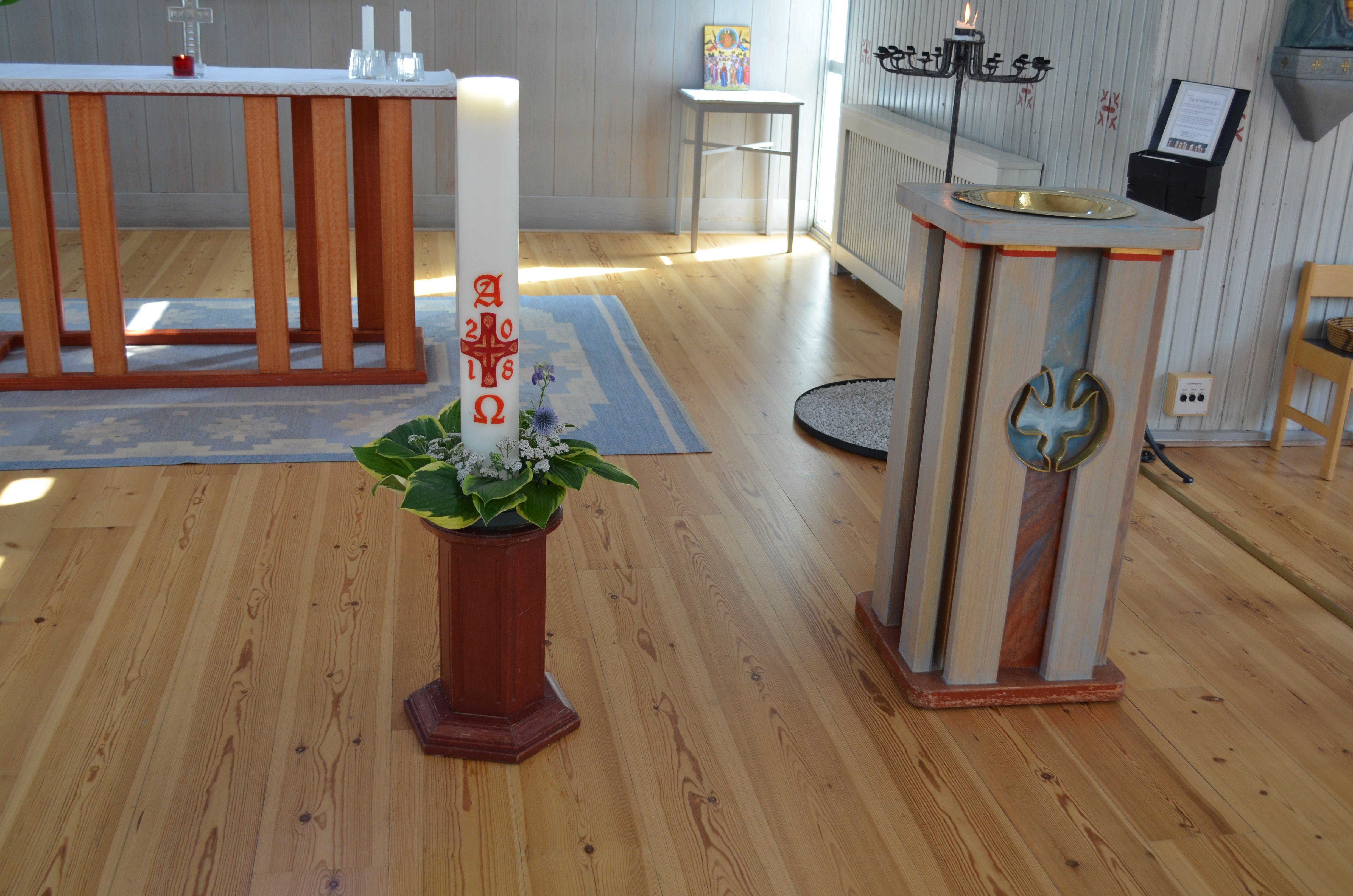
Vidingsjö kyrkas Dopfunt
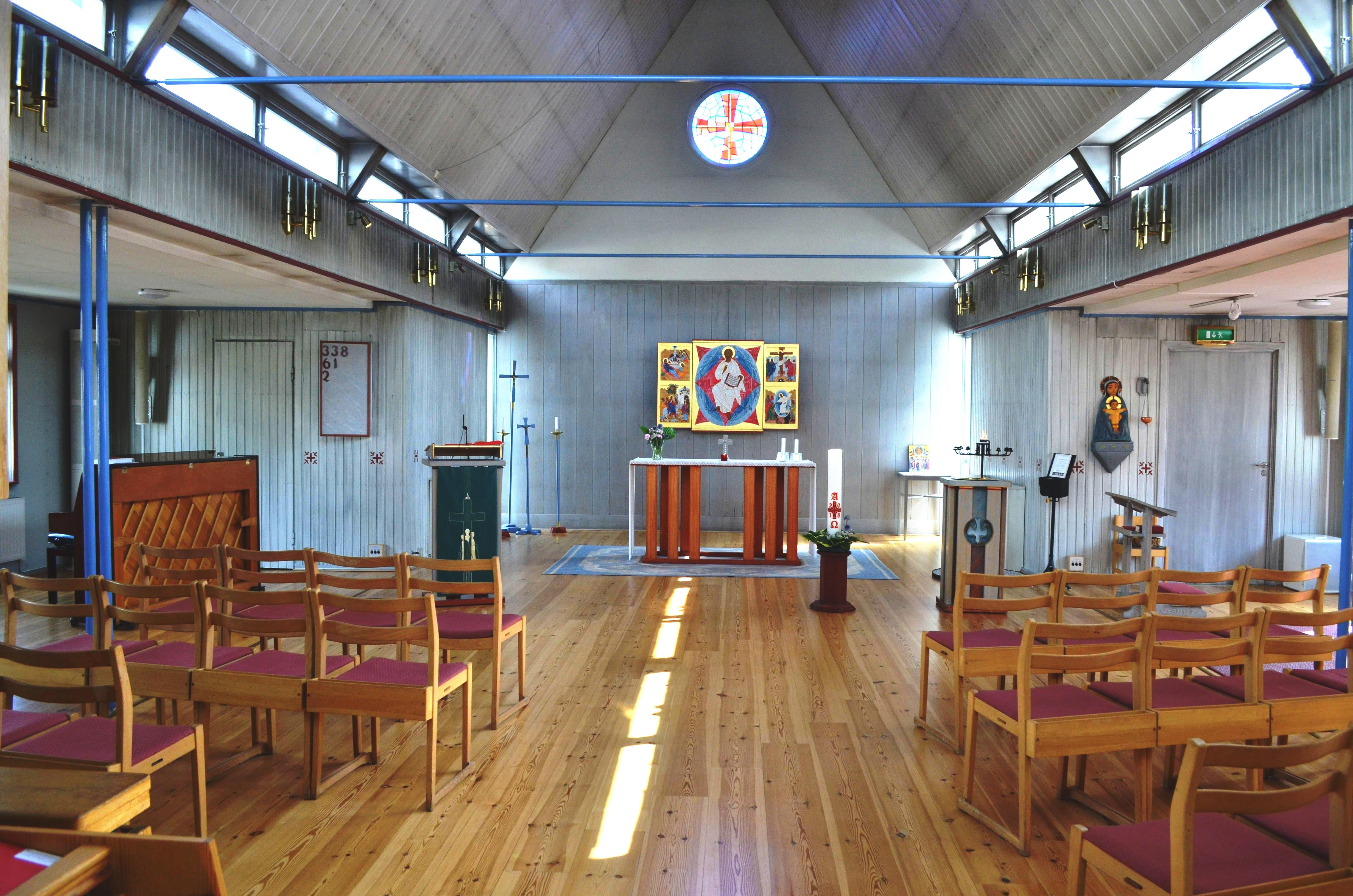
Vidingsjö kyrkas kyrksal
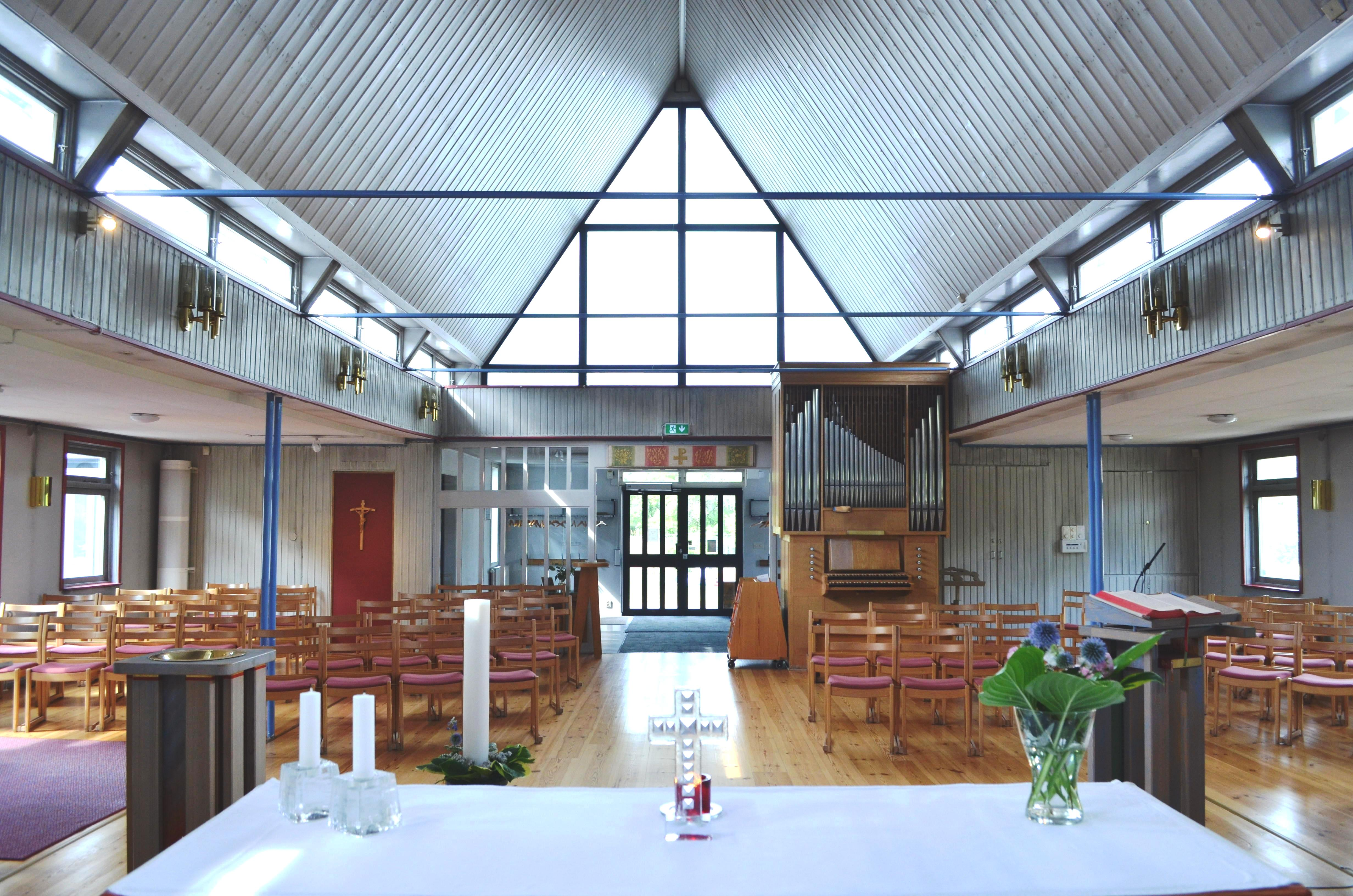
Vidingsjö kyrkas kyrksalen
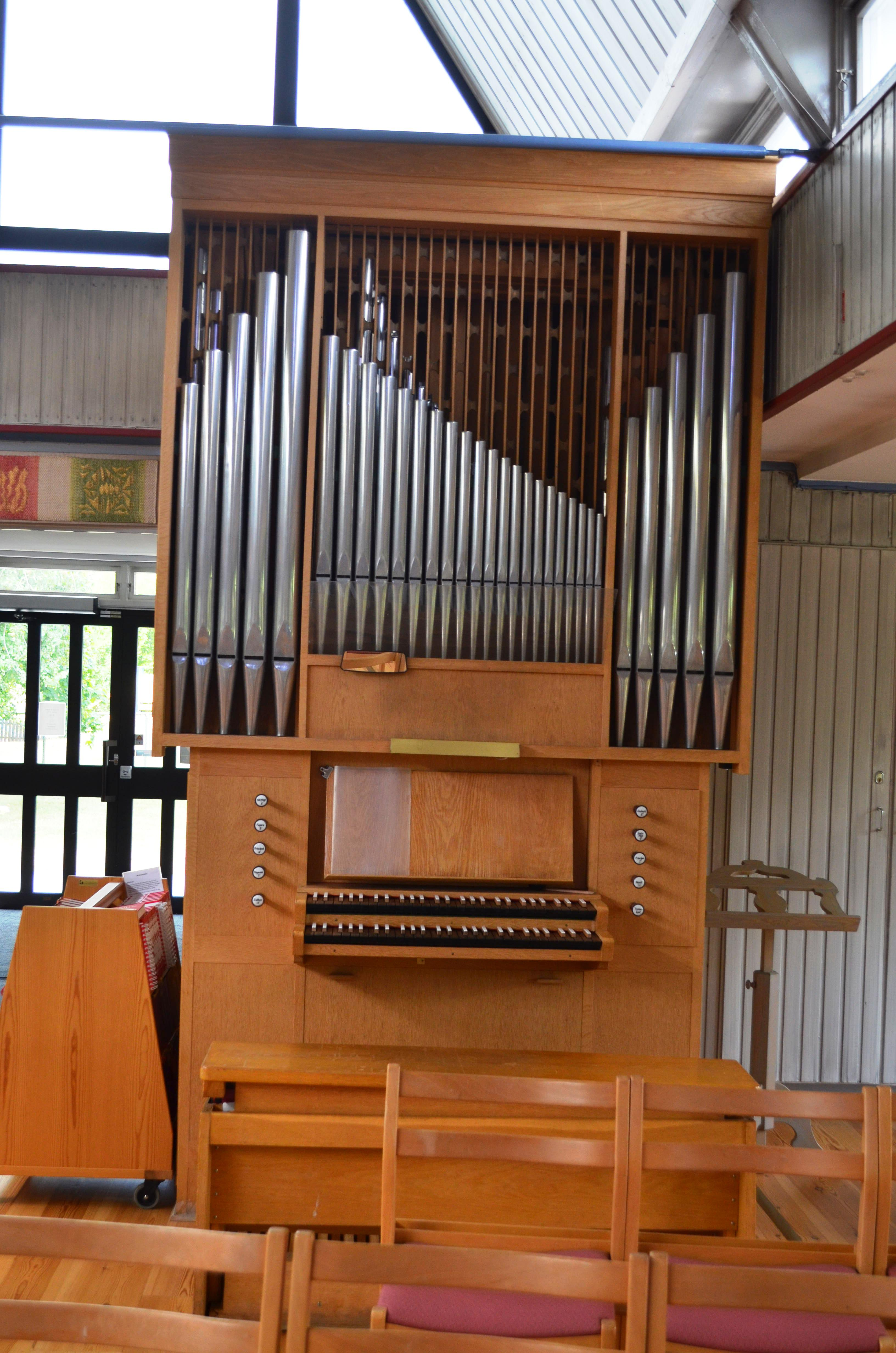
Vidingsjö kyrkas kyrkorgel
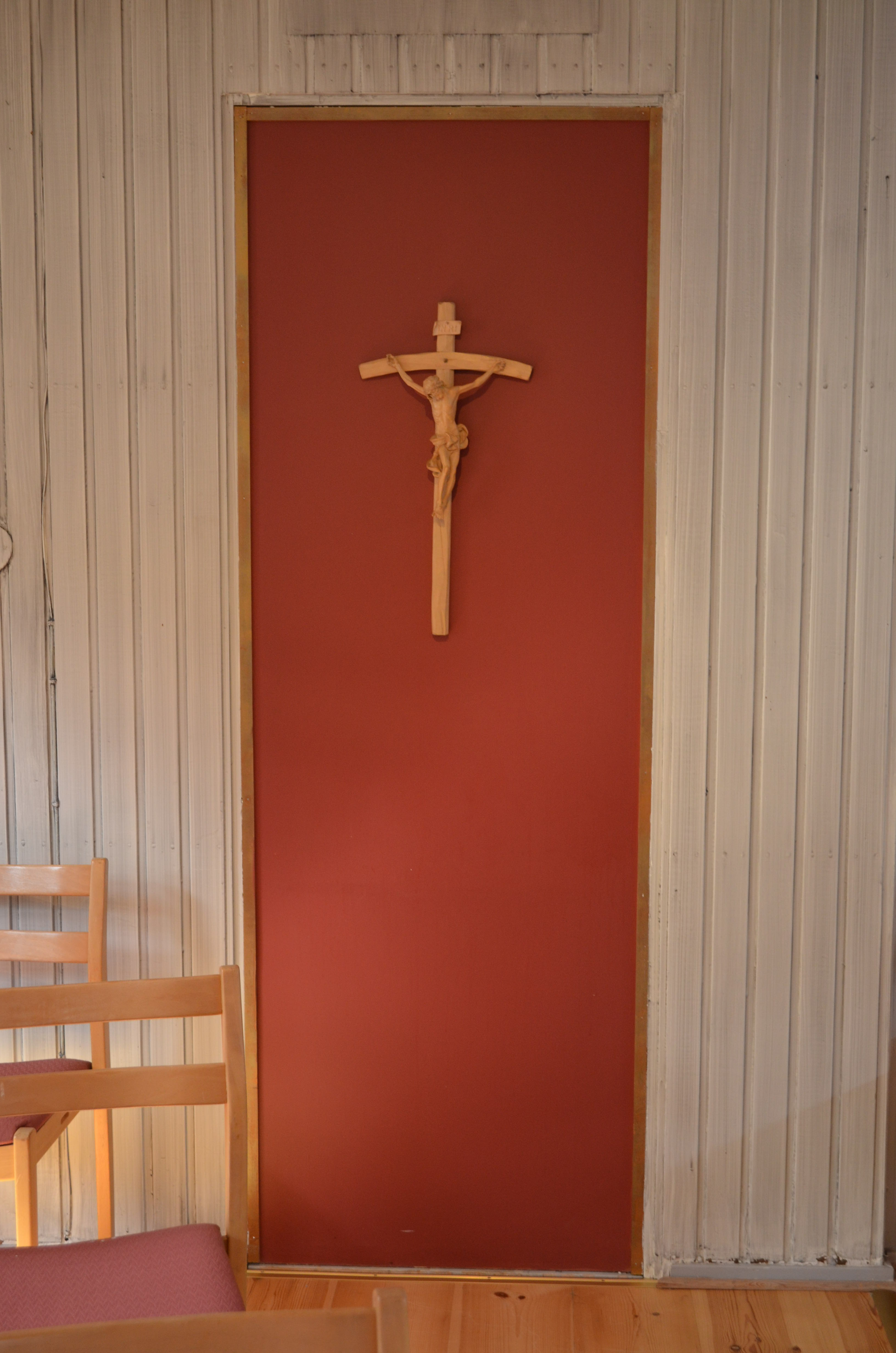
Vidingsjö kyrkas krucifix

### Webbkällor
- Berga församling informerar om Vidingsjö kyrkby